# Šiauliai bykommune
Šiauliai bykommune i Šiauliai apskritis i det nordlige Litauen omfatter byen Šiauliai og landsbyen Rėkyva. Kommunale repræsentativ regering – bykommune råd, den udøvende gren – i Šiauliai bykommune administration.

## Historie
I 1236 blev Šiauliai første gang nævnt i Sværdbroderordenens krønike om Slaget ved Saule. I begyndelsen af 1500-tallet blev Šiauliai-regionen etableret og omfattede Šiauliai kommune, Joniškis, Radviliškis og Meškuičiai, med Šiauliai som administrativt center, kaldet "Didieji Šiauliai". I 1589 fik Šiauliai byrettigheder.
Fra 10. oktober 1795 til september 1915 var Šiauliai en del af det Russiske Kejserrige og hovedby i Šiauliai distrikt (uyezd) i Kovno guvernement. Fra 1865 fik kommunen et byråd, der valgtes for fire år ad gangen.
Under 1. verdenskrig var Šiauliai administrativt center for den tyske besættelsesmagt, og fra 1917 var byen under litauisk militærstyre. Efter Litauens uafhængighedserklæring i 1919 blev byen igen hovedby i Šiauliai apskritis og fik byrettigheder i 1931. Byrådet bestod af 40 medlemmer, efter 1931 21 medlemmer, der blev valgt hvert tredje år. Byrådet valgte det udøvende organ og borgmesteren.
Fra 1946 til 1990, under Sovjetstyret, var byens styrende organ folketrådet. Folketrådet valgtes fra 1978 for 2½ år ad gangen blandt medlemmer af Litauens Kommunistiske Parti, Komiteen for den statslige sikkerhed samt ⅓ blandt arbejderrepræsentanter. Borgmesteren var formand for forretningsudvalget for folketrådet, der bestod af medlemmer af folketrådet.
| Kommunens historiske udvikling |             |              |
| år                             | areal (km2) | indbyggertal |
| 1923                           | 24          | 21.387       |
| 1959                           | 38,07       |              |
| 1967                           | 40          | 81.700       |
| 1970                           | 67          | 93.057       |
| 1972                           | 65,67       |              |
| 1976                           | 69          | 110.200      |
| 1979                           |             | 118.724      |
| 1987                           | 69,33       | 139.500      |
| 1989                           | 70          | 145.629      |
| 2001                           | 81          | 133.883      |
| 2011                           | 81          | 120.934      |

## Šiauliai bykommune efter 1990
Den 4. april 1990 afholdtes det første valg til byrådet efter Litauens uafhængighedserklæring. Šiauliai bykommune blev formelt en del af Šiauliai apskritis i 1995.

### Borgmestre fra 1990 til 2011
| - 1990–1991 – Kazimieras Šavinis - 1991–1995 – Arvydas Salda - 1995-1997 – Alfredas Lankauskas - 2000–2002 - Vida Stasiūnaitė | - 2002-2003 – Vaclovas Volkovas - 2003–2007 – Vytautas Juškus - 2007–2011 – Genadijus Mikšys - 2011–(nu) – Justinas Sartauskas |